# John Garrett (cómics)
John Garrett es un personaje ficticio que aparece en los cómics estadounidenses publicados por Marvel Comics.
Bill Paxton interpretó a este personaje en la serie del Universo Cinematográfico de Marvel Agents of S.H.I.E.L.D. como el principal antagonista de la temporada uno. Una versión más joven de Garrett fue interpretado por el hijo de Paxton, James.

## Historial de publicaciones
John Garrett apareció por primera vez en Elektra: Assassin #2 y fue creado por Frank Miller y Bill Sienkiewicz.

## Biografía
John Garrett trabajó para la CIA y fue a través de la formación encubierta especial. En 1961, Leonardo da Vinci invitó a Garrett a la base de Piedad en Roma para convertirse en un miembro de la Gran Rueda. Leornardo envió a Garrett, Vasili Dassiev, Shoji Soma y Daniel Whitehall a Giza para adquirir una fuente de alimentación de una cría vaso después de eliminar las crías en el interior. Garrett aprobó la idea de utilizar la fuente de energía para hacer funcionar las cámaras de rejuvenecimiento que se encuentran por otro equipo. Él estaba presente cuando las cámaras fueron robadas por los soldados rusos dirigidos por Victor Uvarov y Vasili Dasiev en el que casi lo mataron.
Garrett estuvo tres meses en Dannemora para el asalto. Luego sirvió dos años en la Isla Ryker por hurto. Garrett tenía una historia de resistencia a la autoridad. Después de agredir a un oficial de policía en Kentucky, Garrett fue condenado a seis meses en una granja de la prisión. Después de su tiempo en cada prisión, Garrett fue reclutado para trabajar para S.H.I.E.L.D. donde sus antecedentes penales desaparecieron misteriosamente. Sirvió en Libia, con el agente Chasity McBride. Cuando Chasity descubrió que no había registros de Garrett, trajo esto con ExTechOp donde fue transferido rápidamente a una acción policial de menor importancia en Venezuela y su queja a Nick Fury que no fue recibido por él.
Garrett ha sido reconstruido como un cyborg con una porción de seis pulgadas extraíble en el cráneo (que un grabador puede colocarse) y una mano cibernética derecha. Tres años después de la misión de Libia, Garrett y su socio Arthur Perry fueron enviados a San Concepción como parte de la "Operación: Huevos revueltos" donde tuvieron que investigar el asesinato del presidente Carlos Huevos. Garrett y Arthur Perry interrogaron a Julio Gonzales que confesó a contratar a una mujer para asesinar a Carlos Huevos. Luego interrogaron a un preso político que les habló de Elektra. Durante la investigación sobre Elektra, Garrett se convirtió en una víctima de un vínculo psíquico con ella, donde comenzó a ser influenciado y manipulado por ella. Durante la confrontación de Garrett con Elektra, donde fue muerto Arthur Perry, se cortó la mano y explotó los envíos de municiones en el edificio del puerto que se encontraban. El cuerpo de Garrett fue recuperado por ExTechOp donde comenzaron a reemplazar el 80% de su cuerpo con la cibernética como los ingenieros de S.H.I.E.L.D. han sustituido con éxito los brazos, las piernas, la columna vertebral, el sistema nervioso, el corazón, el hígado y los pulmones de Garrett. Durante este tiempo, Elektra se coló y robó el implante de grabadora desde el cráneo de Garrett. Horas más tarde, Elektra allana un banco de información de S.H.I.E.L.D., donde fue detenida por los agentes de S.H.I.E.L.D. Después de ser reactivado, Garrett presentó su informe sobre Elektra donde se sospecha que es una agente rusa. Este informe no se creía y Garrett fue reprendido por su superior, el Dr. Harold Beaker. Más tarde esa noche, Elektra ha hundido sus garras psíquicas en Garrett con el fin de sacarla de la cámara que se mantiene inerte. Como Garrett trabajó para luchar contra el control de Elektra, ella lo tiene que apagar la fuente a su habitación. Después de que Elektra escapó, Garrett hizo un informe falso para encubrir su participación en su escape. Garrett entonces recordó que Elektra iba después que el embajador Reich (que en ese momento estaba poseído por la bestia de la Mano). Después de Elektra envió a Garrett en una búsqueda inútil, Reich transfirió la Bestia de la Mano en el candidato presidencial de los EE. UU. Ken Wind. Cuando Garrett preparado para regresar a los Estados Unidos, Elektra le robó el billete de avión y lo enmarca por lo que la seguridad de los aeropuertos descubriría una bolsa de medicamentos durante una búsqueda cavidad corporal.
Al regresar a los Estados Unidos, Garrett fue sometido a rigurosas pruebas antes de ser llevado ante Fury. Fury le dijo a Garrett que se encuentran sus informes, poco probable y lo tiene rehacer ellos o encontrar una manera de respaldar sus afirmaciones extravagantes. Garrett fue enviado a ofrecer su protección a Ken Wind. Debido a sus anteriores interacciones con Elektra, fue capaz de detectar la Bestia de la Mano dentro de Ken Wind. Cuando La Mano es atrapada por la mente de Elektra en el cuerpo de una joven llamada Sandy y planificada para disponer de ella, Garrett vino a su rescate en la que enfrentó a sus compañeros de S.H.I.E.L.D., Agentes Honda y Minelli en el costo de la Mano lo que enmarca a la muerte de Honda y Minelli.
Garrett y Elektra luchaban contra los asesinos de la Mano y luego se enfrentaron con agentes de S.H.I.E.L.D. dirigidos por Chasity McBride mientras trataba de advertirles que Ken Wind estaba poseído por la Bestia de la Mano. Chasity es noqueado por Garrett solo por Elektra, para permitir que la fuerza de Garrett recupere su conciencia. Debido a trucos de alucinación de Elektra, Garrett pensó que había disparado a Elektra para liberarse de sí mismo, pero él en realidad dispara a Chasity McBride. Los otros agentes de S.H.I.E.L.D. presentes también fueron afectados y terminaron trayendo a Garrett y Elektra a una base de S.H.I.E.L.D. para el tratamiento. Garrett finalmente dejó de resistirse y afirma que él era suyo.
Garrett y Elektra se recuperaron y se prepararon para su asalto contra Ken Wind.
Mientras que Elektra se comunicaba con la Bestia de la Mano, Garrett estaba cerca, se enteraron de que la Bestia de la Mano sería orquestar la aniquilación de la raza humana mediante el lanzamiento de ataques con misiles nucleares. En una manifestación celebrada por Ken Wind, Garrett se hizo pasar por un vendedor de helados como Elektra se ocultó en las sombras esperando por la oportunidad de asesinar a Ken Wind.
Los sistemas Cyborg de Garrett fueron identificados por Chasity McBride que dirigió un grupo de agentes de S.H.I.E.L.D. para converger en él. Elektra se llevó a cabo los agentes de S.H.I.E.L.D. como un grupo de asesinos atacados por La Mano. Garrett sacó un lanzador de cohetes desde el helado de pie una y disparado a Ken Wind sólo para el plano a ser desviado cuando Chasity McBride le disparó en el hombro. Como resultado, Ken Wind se colocó en un módulo de escape y fue trasladado a cabo como Garrett y Elektra habían enganchado el helicóptero. Garrett y Elektra fueron agredidos por la Mano reconstruida y controlada por Arthur Perry y Chuck el Enano que empalado a Garrett con una lanza. Garrett saltó por un puñado de granadas en el helicóptero que Ken Wind estaba en lo que provocó que se bloquee en el Lincoln Memorial suficiente para infundir a Arthur Perry. Al salir de los escombros, Garrett cargada hacia Ken Wind sólo para terminar la lucha contra Arthur Perry que desmanteló a Garrett. Elektra logró destruir a Arthur Perry y ahuyentar a la Bestia de Wind. Al parecer, Elektra transfirió la mente de Garrett en el cuerpo de Ken Wind como él se convierte en el presidente de los Estados Unidos. Lo que Garrett no sabía es que en realidad estaba hipnotizado por Elektra cuando estaba realmente en forma desmantelado cuando se mantiene en un tubo de estasis en una instalación de Detención 7 de S.H.I.E.L.D. Atrapado en la ilusión causada por Elektra, Garrett creía que se iba a reunir con un líder ruso.
Garrett todavía estaba almacenado mientras aún creía que él era el presidente.
Los Agentes de Snakeroot allanó la instalación de S.H.I.EL.D. como Tekagi rompió a Garrett fuera de su tubo de estasis durante su escape. En la fortaleza de Snakeroot, Tekagi reveló que una parte de Elektra es en Garrett, donde se fusionó con él en el plano de la mente. Tekagi dibujó la esencia oscura de Garrett y se coloca en la mente de un nuevo guerrero del Snakeroot como los guerreros de las sombras iniciaron el proceso. Como el Snakeroot continuó el proceso de transferir la esencia oscuro en un cadáver femenino que se reanimó como Erynys, los técnicos presentes trabajaron en la reconstrucción de Garrett. El reconstruido Garrett y Erynys que estaban delante del Snakeroot donde Garrett insultó Eddie Pasim (quien participó en el sobre el Virus de la cara, que la Mano busca hacer de la presencia de Erynys permanente) hasta Erynys ordenó que se callara. Garrett y Erynys son enviados a atacar a Daredevil y miembro del Casto, Stone, como Garrett continuó confundir a Erynys con Elektra. Cuando la verdadera Elektra se presentó, que causó dolor en tanto Garrett y Erynys donde Garrett siguió las órdenes de Erynys a huir. Garrett y Erynys acompañaron al Snakeroot y la Mano en forzar a Eddie Pasim de trasladar la muestra faltante del virus acerca de la cara. Garrett defendió a Erynys cuando fue criticado por su fracaso para matar a Daredevil. Durante la lucha de Snakeroot con Daredevil y Elektra sobre la muestra del virus acerca de la cara, Garrett todavía estaba confundido sobre Elektra y Erynys. Después que Erynys murió a manos de Daredevil que permite la esencia oscura de poseer de nuevo a Elektra, Garrett fue aprehendido por S.H.I.E.L.D. y se coloca en la detención de la célula # 7. En el Helicarrier de S.HI.E.L.D., Fury cuestionó a Garrett sobre lo que pasó.
Fury ha reactivado el estado de Garrett como un agente de S.H.I.E.L.D. y tenía el guerrero cibernético asedio a mantener un ojo sobre él.
Cuando Garrett trató de desempleo, que dejó un empleo anterior vacío y fue expulsado cuando pensaban que estaba mintiendo acerca de trabajar como agente de S.H.I.E.L.D. Garrett visitó el departamento de Karen Page donde usó sus rayos láser ópticos para matar a las cucarachas como parte de demostrar sus credenciales a ella.
Después de la historia ‘’Civil War’’, Tony Stark lo consideraba un recluta potencial para la Iniciativa de Cincuenta Estados.
Durante el Reino Oscuro, Garrett fue catalogado como un agente de S.H.I.E.L.D. no afiliado en los archivos del agente de S.H.I.E.L.D. Garrett había dejado de beber y se había trasladado a Toronto, donde abrió a Natchios, Total Car Pit, donde, bajo la supervisión de otro exagente de S.H.I.E.L.D. Garrett fue visitado posteriormente por Fury que lo llamó de su retiro. Garrett fue con Fury a Alexandria, Virginia, donde tenían café. Durante este tiempo, Fury mostró Garrett un archivo del exagente de S.H.I.E.L.D., Seth Waters, que ahora trabaja para el Departamento de Tesoro con sus sospechas de que él es un agente doble. Garrett es enviado por Fury de encontrar a Seth Waters para ver si él está trabajando para HYDRA o alguien más. Garrett fue al Departamento de Hacienda para hablar con Seth Waters que se sorprendió de que no se puso en marcha los detectores de metales. Le dijo a Garrett que era lo que sabe. Garrett voló con Fury a la Torre de los Vengadores en uno de los coches voladores, donde Fury había dicho que Norman Osborn que Seth Waters fue un tema de seguridad nacional que resulta en su captura a manos de H.A.M.M.E.R. A medida que Bullseye es interrogado por Garrett y Seth Waters, Fury tira a Seth Waters después de que él mencionó que él estaba trabajando para Leviatán. Garrett y Fury luego escaparon evadiendo los Agentes de H.A.M.M.E.R. Fury y Garrett luego viajó a Roma para la base de Piedad donde se registran en los sistemas de averiguar lo que saben de Leviatán y la Gran Rueda.
En la base de Piedad, Fury ha discutido con Dum Dum Dugan, Garrett, y el profesor para hablar de su siguiente acción contra HYDRA y Leviatán. Garrett dijo a Fury en no dudar, porque ahora no era el momento de poner fin a HYDRA y Leviatán. Garrett viajó a Sudán, donde se reunió con el ex de los Comandos Aulladores, Steve Rogers, Fury y Sharon Carter en el recinto de seguridad de Fury para un último partido juntos. Garrett a continuación ha escuchado historias de los miembros Comandos Aulladores y tenía una buena risa. Garrett entonces de participar en una tostada a los miembros caídos de los Comandos Aulladores.
Garrett es visitado por Sebastián Druid en su apartamento en Hawái para decirle que no hay fuera de los Secret Warriors. Garrett consiguió a Sebastián Druid en buena forma y se le permitió demostrar su valía en el campo. Tomó a Sebastián a China, a usar la magia para hacer dos helitransportes destruidas de una reciente batalla con desaparecer HYDRA y luego aceleró su corrosión. A pesar de que estaba impresionado, Garrett quería saber si Sebastián Druid estaba trabajando bajo la presión. Luego tomó a Sebastián Druid a la base de la Osa Mayor de Leviatán, donde creó una bala mágica que Garrett utiliza para matar al líder de Leviathan, Magadane como el componente mágico de la bala se pulverizó sobre el signo de HYDRA con el fin de sembrar la discordia entre HYDRA y Leviatán. La base Excalibur de Fury, Garrett dijo que Sebastián Druid del Fuego Infernal y Fobos murieron en la batalla con Daisy Johnson indicando las sospechas de Fury que Hellfire era un traidor a todo lo largo. Después de que Fury le dijo que los Secret Warriors se disuelvan, Garrett felicitó a Sebastián Druid por su arduo trabajo.
Garrett estaba con Fury cuando se montaron una limusina para recoger a Dum Dum Dugan y Jasper Sitwell en la Instalación de la caja blanca de la ONU. Poco después de eso, Garrett se reunió con las filas de S.H.I.E.L.D. bajo el liderazgo de Daisy Johnson.
Durante “Avengers: Standoff!” Garrett estuvo presente durante el ataque a la isla de A.I.M. para reclamar a Rick Jones de los Nuevos Vengadores. Se desempeñó como el supervisor de Songbird.

## Poderes y habilidades
John Garrett era un agente de S.H.I.E.L.D. entrenado. Es un tirador experto.

## En otros medios

### Televisión
- John Garrett aparece en la primera temporada de Agents of S.H.I.E.L.D., interpretado por Bill Paxton. Es un agente de S.H.I.E.L.D. experto en municiones  y piloto de alto nivel que es un ex-cohorte de Phil Coulson y trabaja junto a Grant Ward y Melinda May.[32][33] Conocido como "El Clarividente", se revela como un miembro de alto rango de Hydra y el cerebro detrás del Proyecto Ciempiés en el episodio "Turn, Turn, Turn".[34] Es también el primer sujeto de la prueba del programa Deathlok. En el episodio "End of the Beginning", Garrett se enfrenta a Coulson en batalla, quien más tarde es asistido por Nick Fury. Gracias a Skye, que ayuda a recuperar el control a Mike Peterson, Garrett es gravemente herido por Peterson. Después de evadir el arresto y actualizarse a sí mismo, Garrett es luego asesinado por Coulson usando el arma 0-8-4.[35] Regresa en el episodio de la séptima temporada "Stolen" como una versión joven de sí mismo en los años 80, interpretado por el hijo de Paxton, James Paxton, debido al hecho de que el episodio tiene lugar en el pasado. Nathaniel Malick le informa sobre su futuro y se une a él mientras adquiere poderes de teletransportación del Inhumano Gordon.[36] Sin embargo, después de que Nathaniel lo deja por muerto, Garrett se pone del lado de S.H.I.E.L.D. y los ayuda a reagruparse después de un ataque de Chronicom antes de que Victoria Hand lo mate, quien lo confundió con una amenaza.[37]